# Mark Tout
 (avril 2020).
Si vous disposez d'ouvrages ou d'articles de référence ou si vous connaissez des sites web de qualité traitant du thème abordé ici, merci de compléter l'article en donnant les références utiles à sa vérifiabilité et en les liant à la section « Notes et références ».
Mark Tout, née le 24 juin 1961 à Hitchin, est un ancien bobeur britannique en tant que pilote.

## Palmarès
Il a participé à quatre Jeux olympiques d'hiver et a obtenu son meilleur résultat, une cinquième place, dans l'épreuve à quatre, à Lillehammer en 1994.
Son meilleur classement en coupe du monde de bobsleigh a été la deuxième place dans l'épreuve à quatre en 1994-1995.
Tout a ensuite été banni à vie pour avoir été contrôlé positif au stanozolol en 1996, mais a été réintégré en 2001 après que sa suspension à vie ait été transformée en une suspension de quatre ans.